# Георги Караджов
Вижте пояснителната страница за други личности с името Георги Караджов.
Георги Колев Караджов, известен с псевдонимите Георги Сърненски, Лео, Блага Билка и Рекс, е български хумористичен писател. Автор е на множество разкази и детски стихотворения, пише новели и любовни романи.

## Биография
Завършва хасковската гимназия. Следва живопис в Париж, Франция и завършва журналистика в гр. Бърно, Чехословакия.
Създава малка печатница в София, където започва да издава своите разкази, стихотворения, поеми, новели и романи („Зелената ръжда“). След 1944 г. печатницата е национализирана, а той остава без работа до края на живота си.

## Творчество
Това са някои от неговите произведения:
- „Без грим“ – хумористични разкази, 1935
- „Под сурдинка“ – хумористични стихотворения, 1935
- „Сребърната лисица“ – хумористични разкази, 1936
- „Дяволска целувка“ – хумористични стихотворения, 1937
- „Жителите на Парнас“ – хумористични стихотворения 1937
- „Животът се шегува“ – хумористични разкази, 1939
- „Жар и пепел“ – Хумористични стихотворения, 1939
- „Свирчо свири“ – хумористични илюстр. поеми за деца, 1938
- „Дядовата воденичка“ – хумористични стихове за деца, 1938
- „Веселият барабанчик“ - хумористични илюстровани стихове за деца, 1943
- „Палавите внучета“ – хумористични илюстровани стихове за деца, 1944
- „Скиорчето Гего“ – хумористични илюстровани стихове за деца, 1944
- „Малкият художник“ - хумористични илюстровани стихове за деца, 1945
- „Марко наш певец прочут, кандидат за Холивуд“ – илюстрована поема за деца и юноши